# Garłacz

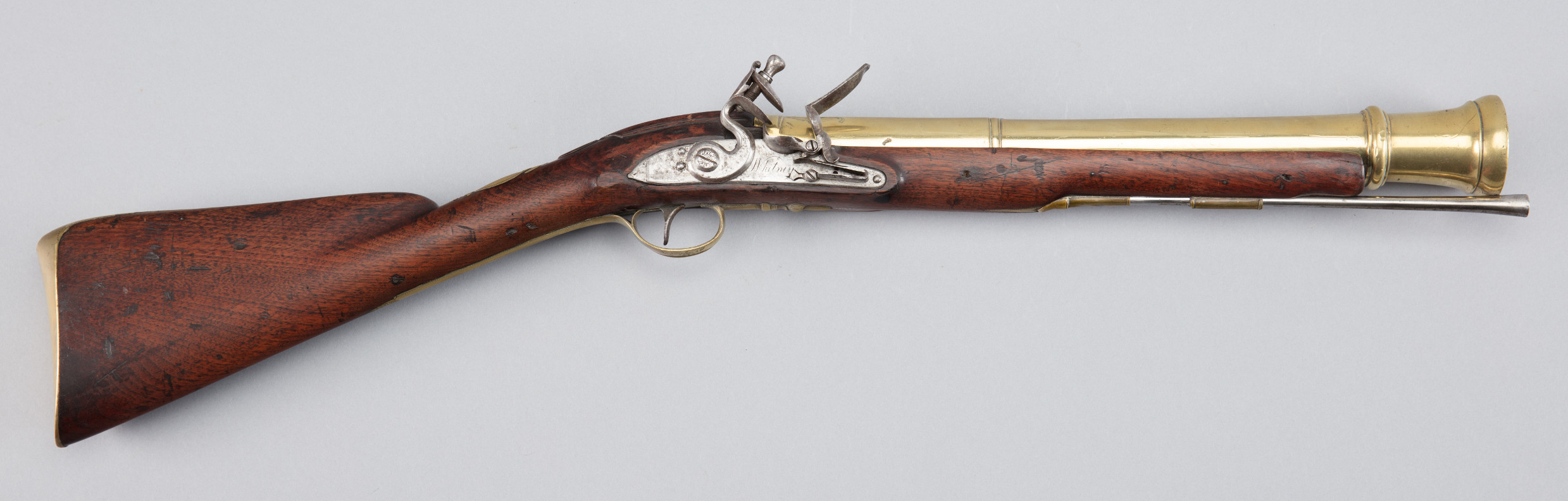
Angielski garłacz z zamkiem skałkowym (XVIII wiek)

Garłacz (także: gardłacz, szturmak, tromblon) – odprzodowa broń strzelecka wyposażona w lufę z charakterystycznym rozszerzeniem przy wylocie, w formie spłaszczonego lub zaokrąglonego lejka. Rodzaj dawnej strzelby, używanej głównie w XVI–XVIII wieku.
Na zachodzie Europy garłacz w wersji cywilnej nazywano tromblonem, broń wojskową – eskopetą, a tzw. duński, używany w marynarce, ze spodnim trzpieniem do osadzania garłacza na podstawie, nosił nazwę espingoli; określenie angielskie to blunderbuss.

## Charakterystyka
Długość garłaczy z reguły nie przekraczała 50 cm i występowały zarówno w formie analogicznej do pistoletu jak i krótkiego karabinka. Przystosowane były do walki na krótkim dystansie, strzelając ołowianymi kulami, siekańcami lub grubym śrutem. Pocisków z innych materiałów z reguły nie stosowano, ponieważ mogły one zniszczyć wykonaną najczęściej z mosiądzu lufę. Charakterystyczne rozszerzenie wylotu lufy (zwane trąbą) miało ułatwić ładowanie broni odprzodowej na rozchwianym pokładzie statku (garłacze projektowano pierwotnie dla marynarzy). Uważano także, że takie rozszerzenie zwiększa rozrzut pocisków co mogło być użyteczne na niewielkim dystansie (w rzeczywistości nie miało ono jednak na to wpływu).

## Historia
Garłacz skonstruowano w XVI wieku w Holandii jako broń dla marynarzy.  Łatwość ładowania i możliwość zamiennego stosowania różnych rodzajów pocisków sprawiła, że garłacze rozpowszechniły się w Europie. Trafiły między innymi do uzbrojenia włoskiej lekkiej jazdy, załóg weneckich galer i hiszpańskich strzelców. Później stały się głównie bronią jazdy i w tej roli rozpowszechniły się na Bliskim Wschodzie, Persji i na Kaukazie.
Garłacze do końca XVIII wieku używane były jako broń wojskowa, głównie przeznaczona do walki w tłumie czy podczas abordażu. Później garłacz stał się przede wszystkim bronią cywilną, używaną do samoobrony. Późne garłacze używane w Wielkiej Brytanii były mniejsze i miały wielkość pistoletów. Z czasem zanikła także trąba, a lufa zaczęła mieć jednakowy kaliber wzdłuż całej długości (trąbę zaczęto imitować pierścieniami na jej końcu).
Potocznie garłaczem karabinowym nazywano w pierwszej połowie XX wieku granatnik nasadkowy.

## Użycie w powstaniu styczniowym
W czasie trwania powstania styczniowego brakowało broni palnej. Kupowano i używano więc wszelkiej broni, nawet bardzo starej. O garłaczach można znaleźć wzmianki w dwóch źródłach z epoki. Pierwszą wzmiankę znajdujemy w opisie wyprawy Ludwika Mierosławskiego w lutym 1863 r. W trakcie przygotowań zakupiono broń i transportowano ją przez terytorium Prus. W czasie transportu Prusacy jednak zarekwirowali broń. Broń ta więc ostatecznie nie trafiła do rąk powstańców, ale jednak była tam przeznaczona. W zarekwirowanej broni były dwa garłacze. Taki oto opis można znaleźć w książce Aleksandra Guttrego:

O dwóch karabinach niezwykłego kształtu wspominał mi p. Bronne, że je T.W. gdzieś kupił w mieście, ale nie mógł powiedzieć u którego handlarze bronią czy antykwarza. Z opisu mogłem się domyślić, że to były tak zwane garłacze, z rozszerzonym otworem lufy przy wylocie. Do nich to zapewne przeznaczonym był zapas grankulek o których widzimy wzmiankę w obydwóch świadectwach.

Drugie źródło już wyraźnie wskazuje, że garłacz znajdował się w rękach powstańca styczniowego. We wspomnieniach Jana Borkowskiego można znaleźć taki o to opis:

Nasz oddział tak zwanych strzelców stał w miejscu może z pół godziny od chwili alarmu, formował się i czekał na komendę. Miałem czas się przypatrzeć. Smutno się prezentował. Broni dobrej było mało, trochę dubeltówek w dobrym stanie, a zresztą okazy bez wartości. Obok mnie stał młodzieniec z garłaczem nabitym 5 kulami – chyba jeszcze Kordecki strzelał z niego w Częstochowie.

## Galeria

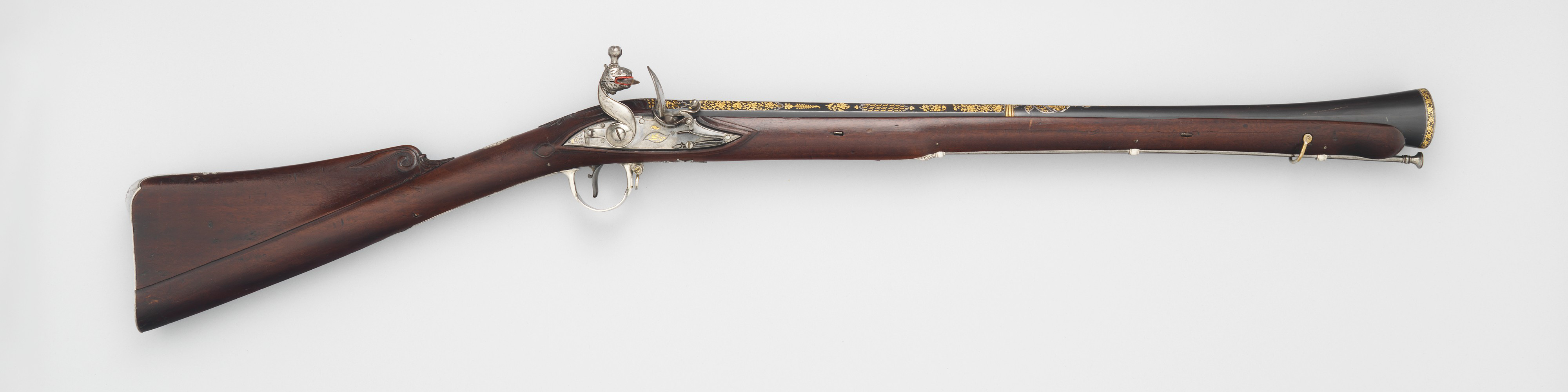
Indyjski garłacz (XVIII wiek)
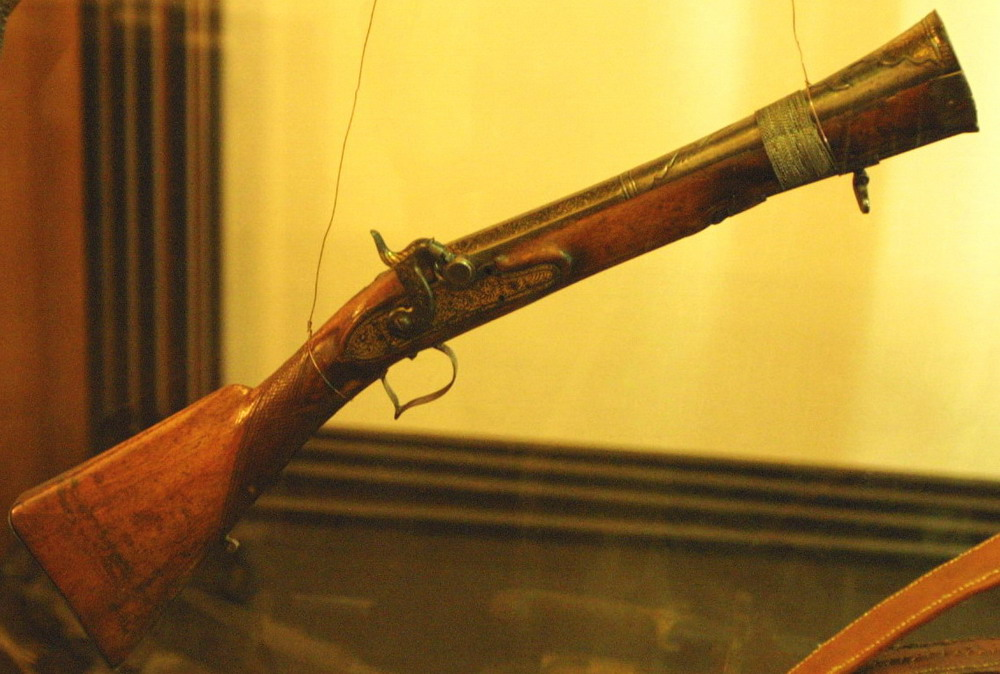
Turecki garłacz (I poł. XIX wieku)
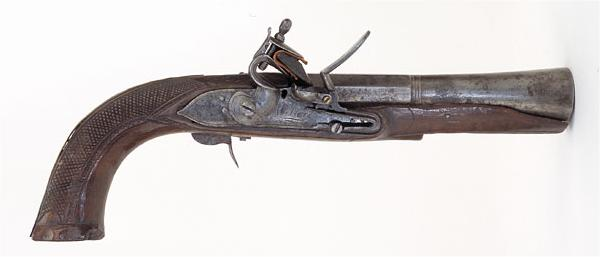
Garłacz w formie pistoletu
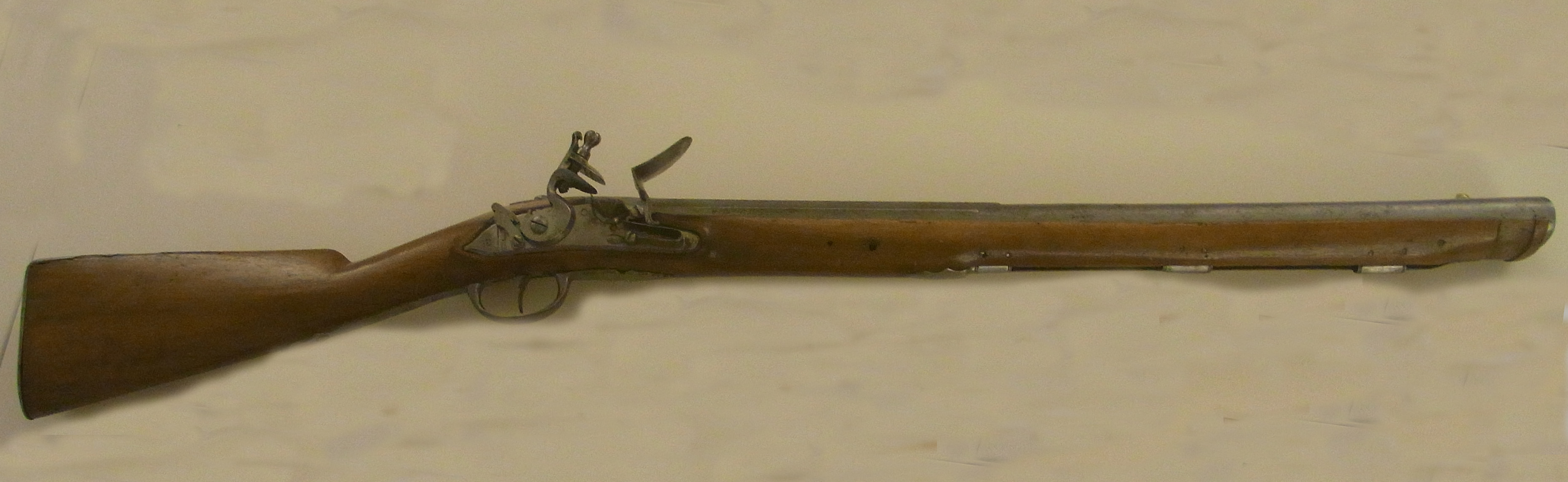
Garłacz pozbawiony rozszerzenia wylotu lufy

## W literaturze polskiej
Przykłady użycia garłacza i jego skutków ilustrują następujące przykłady z literatury polskiej:
- W szeregach Zagłoby huknął wystrzał z garłacza; siekańce zaszumiały na gościńcu (Henryk Sienkiewicz, Potop);
- Wypatrzywszy moment, wysuwał garłacza i zmierzywszy, gdzie najgęściej kupił się motłoch, kaleczył go grankulkami (Tadeusz Padalica, Opowiadania i krajobrazy);
- Ruszył cyngla i z paszczy garłacza tuzin kul rozsiekanych puszcza śród Moskali! (Adam Mickiewicz, Pan Tadeusz).